# Gaetano Emanuel Calì
Gaetano Emanuel Calì (Catania, 17 giugno 1885 – Siracusa, 1º maggio 1936) è stato un compositore, direttore d'orchestra e direttore di banda italiano.

## Biografia
Fu allievo di Francesco Paolo Frontini, che lo iniziò allo studio della musica sia classica che popolare.
Nel 1910 a Malta, dove si trovava per motivi professionali, compose la celebre mattinata ...E vui durmiti ancora!, con cui inizia una vastissima produzione di musiche etnofoniche. Con Sicilia Bedda interpretò musicalmente l'anima del popolo siciliano.
La sua attività artistica si divise fra la musica classica e la musica popolare, compose poemetti sinfonici, musica da camera, musiche liturgiche, inni patriottici.
Nel 1929 fondò il gruppo folklorico "Canterini etnei".

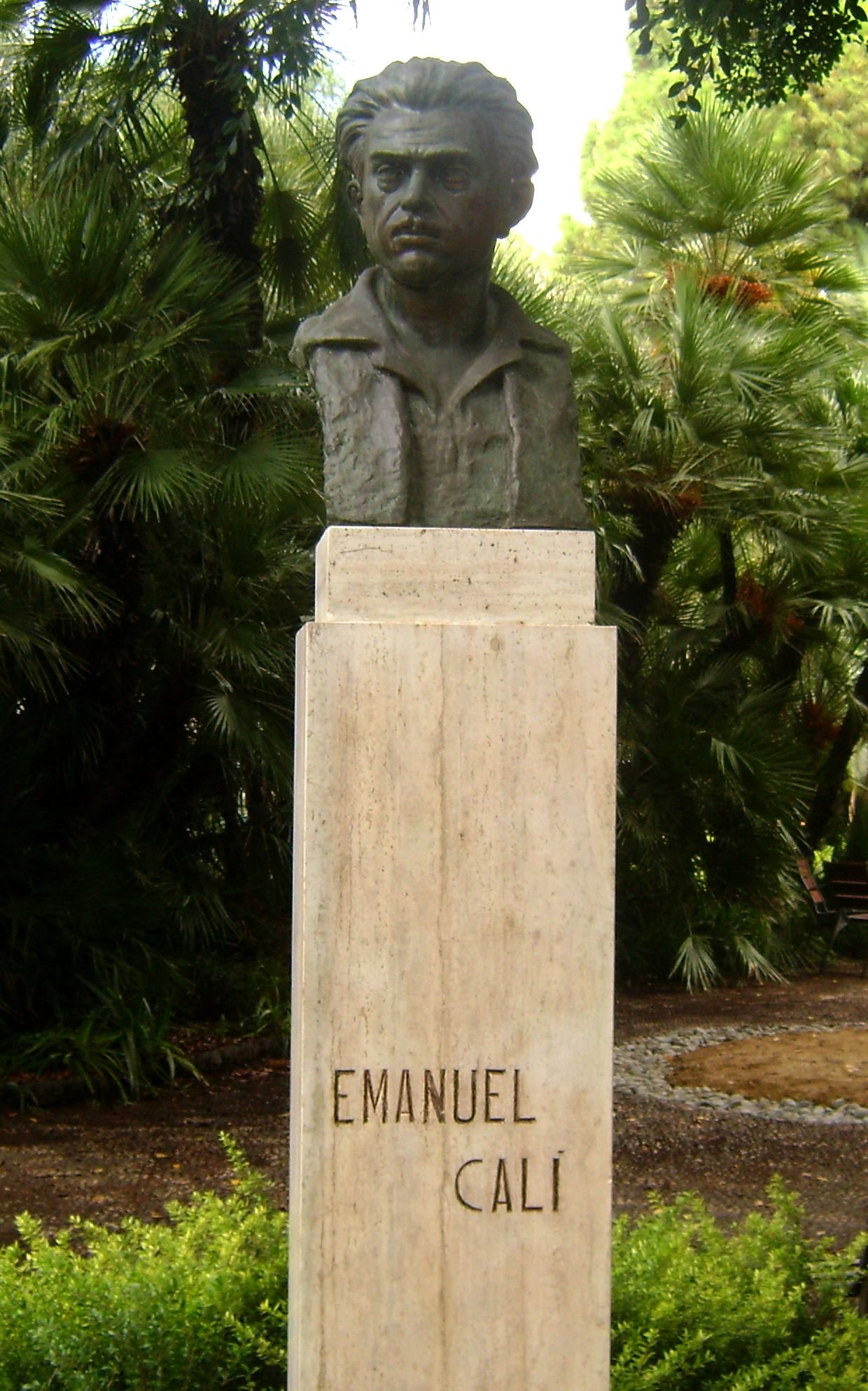
Busto nel Giardino Bellini

## Composizioni
- Primavera Siciliana : Canzone per canto e pianoforte. Versi di G. Formisano - Firenze (anno?)
- Album di 12 canzoni popolari siciliane / [musica di] Gaetano Emanuel-Cali - Firenze (anno?)
- Lierre : Valse lente, pour piano - Milano (anno 1914)
- Notturna, serenata siciliana per pianoforte, versi di Nino Martoglio (anno 1921), ed. G & P. Mignani - Firenze
- E non ritorna più... : Canzone per canto e pianoforte. Versi di Pietro Guido Cesareo - Firenze (anno 1922)
- ...E vui durmiti ancora! : mattinata siciliana per pianoforte, con testo / versi di Giovanni Formisano - Catania, Firenze (anno 1927)
- I want to go to Sicily : [per canto e pianoforte] / words by Daniel V. Valenfort - Firenze (anno 1927)
- Capelli Neri : Canzone tango per pianoforte con testo. Parole di Giuseppe Gargano - Firenze (anno 1928)
- Danza dei colori : One-step [per pianoforte] - Catania, Firenze (anno 1928)
- Danza dei colori : One-step [per] orchestrina con pianoforte conduttore - Catania, Firenze (anno 1928)
- Sicilia bedda! : Versi di Sebastiano Grasso - Catania - Firenze (anno 1929)
- Siciliana : Canzone one step [per canto e pianoforte] - Catania, Firenze (anno 1929)
- Siciliana : One-step [per orchestrina] - Catania (anno 1929)
- Taormina : Canzone-tango [per canto e pianoforte]. Versi di A. L. Emmanuele - Catania, Firenze (anno 1930)
- La vo : ninna nanna siciliana / musica di G. Emanuel Cali; versi di F. Impellizzeri - Catania, stampa Roma (anno 1931)
- Sicilia 'ncantata : canzone siciliana / musica di Gaetano Emanuel-Cali; versi di Giuseppe Olivieri - Catania, Firenze - stampa (anno 1933)